# Kamren Curl
Kamren „Kam“ Curl (geboren am 3. März 1999 in San Diego, Kalifornien) ist ein US-amerikanischer American-Football-Spieler auf der Position des Safeties. Er spielte College Football für die University of Arkansas und steht seit 2024 bei den Los Angeles Rams in der National Football League (NFL) unter Vertrag. Zuvor spielte Curl für die Washington Commanders.

## College
Curl wurde im kalifornischen San Diego geboren und zog nach Oklahoma, als er auf die Middle School ging. In Oklahoma besuchte er die Highschool in Muskogee. Dort spielte er Football und war als Leichtathlet aktiv. Ab 2017 ging er auf die University of Arkansas, um College Football für die Arkansas Razorbacks zu spielen. Durch eine Verletzung eines älteren Spielers war Curl ab dem zweiten Spiel seiner Freshman-Saison Stammspieler, dabei wurde er zunächst als Cornerback eingesetzt. In seinem zweiten Jahr am College wechselte er auf die Safety-Position, auf der er auch 2019 spielte. Nach der Saison 2019 gab Curl bekannt, dass er auf ein mögliches viertes Jahr am College verzichten werde, um sich für den NFL Draft anzumelden. Er spielte in 32 Partien für die Razorbacks.

## NFL
Curl wurde im NFL Draft 2020 in der 7. Runde an 216. Stelle vom Washington Football Team ausgewählt, das zu diesem Zeitpunkt noch unter dem Namen Washington Redskins firmierte. Er wurde zunächst als Ergänzungsspieler eingesetzt. Nachdem Landon Collins ab dem 9. Spieltag wegen einer Achillessehnenverletzung ausgefallen war, rückte Curl in die Stammformation auf. Gegen die San Francisco 49ers gelang ihm am 14. Spieltag ein Interception-Return-Touchdown. Insgesamt stand Curl in seiner Rookie-Saison in elf Spielen der Regular Season als Starter auf dem Feld und setzte dabei 88 Tackles, erzielte zwei Sacks, fing drei Interceptions und konnte vier Pässe verteidigen.
In seiner zweiten NFL-Saison kam Curl in 16 Spielen zum Einsatz, davon 14-mal als Starter. Dabei erzielte er 99 Tackles und einen Sack, zudem konnte er fünf Pässe verteidigen und einen Fumble erobern. Am 2. Februar 2022 änderte das Football Team seinen Namen zu Washington Commanders. In der Saison 2022 verpasste Curl fünf Spiele verletzungsbedingt. Mit 115 Tackles stellte Curl 2023 einen Karrierebestwert auf.
Im März 2024 unterschrieb Curl einen Zweijahresvertrag im Wert von 8,75 Millionen US-Dollar bei den Los Angeles Rams. Für sein neues Team bestritt er 16 der 17 Regular-Season-Spiele als Starter und verpasste nur das letzte Spiel, in dem zahlreiche Starter für das erste Play-off-Spiel geschont werden sollten. Beim 20:15-Erfolg über die Las Vegas Raiders in Woche 7, bei dem er wie schon in den sechs Partien zuvor 100 % aller Snaps spielte, nahm er nach einem Sack von Cobie Durant an Gardner Minshew den anschließenden Fumble auf und trug ihn über 33 Yards zum Touchdown zurück. Seine sieben Solotackles in diesem Spiel waren Saisonbestleistung. In Woche 17 wurde sein hohes Tackling gegen Michael Carter, den Runningback der Arizona Cardinals, auf dem Spielfeld zwar nicht geahndet, aber anschließend von der NFL mit einer Geldstrafe in Höhe von 22.511 US-Dollar belegt.

### NFL-Statistiken
| Saison                             | Saison | Spiele | Spiele      | Tackles | Tackles | Tackles | Tackles | Interceptions | Interceptions | Interceptions | Interceptions | Interceptions | Interceptions | Fumbles | Fumbles |
| Jahr                               | Team   | Spiele | als Starter | Gesamt  | Solo    | Ast     | Sacks   | PD            | INT           | Yds           | Lng           | TD            | FF            | FR      | Yds     |
| ---------------------------------- | ------ | ------ | ----------- | ------- | ------- | ------- | ------- | ------------- | ------------- | ------------- | ------------- | ------------- | ------------- | ------- | ------- |
| 2020                               | WAS    | 16     | 11          | 88      | 63      | 25      | 2,0     | 4             | 3             | 88            | 76            | 1             | 0             | 0       | 0       |
| 2021                               | WAS    | 16     | 14          | 99      | 62      | 37      | 1,0     | 5             | 0             | 0             | 0             | 0             | 0             | 1       | 0       |
| 2022                               | WAS    | 12     | 12          | 83      | 58      | 25      | 1,0     | 0             | 0             | 0             | 0             | 0             | 0             | 0       | 0       |
| 2023                               | WAS    | 16     | 16          | 115     | 74      | 41      | 1,0     | 5             | 0             | 0             | 0             | 0             | 1             | 1       | 0       |
| 2024                               | LAR    | 16     | 16          | 79      | 49      | 30      | 1,0     | 9             | 0             | 0             | 0             | 0             | 2             | 1       | 33      |
| Gesamt                             | Gesamt | 76     | 69          | 464     | 306     | 158     | 6,0     | 23            | 3             | 88            | 76            | 1             | 3             | 3       | 33      |
| Quelle: pro-football-reference.com |        |        |             |         |         |         |         |               |               |               |               |               |               |         |         |